# Place des Abattoirs
La place des Abattoirs est une voie de Toulouse, chef-lieu de la région Occitanie, dans le Midi de la France.

## Situation et accès

### Description
La place des Abattoirs est une place publique. Elle se trouve dans le quartier de la Patte-d'Oie, en limite du quartier Saint-Cyprien, dans le secteur 2 - Rive gauche.
De forme triangulaire, elle se trouve au carrefour des allées Charles-de-Fitte, de la rue de Bourrassol et de l'avenue du Château-d'Eau.

### Voies rencontrées
La place des Abattoirs rencontre les voies suivantes, dans l'ordre des numéros croissants :
1. Allées Charles-de-Fitte
2. Rue de Bourrassol
3. Avenue du Château-d'Eau

### Transports
La place des Abattoirs est desservie à proximité par les lignes de bus 1445. Au sud, autour des places Saint-Cyprien et François-Roguet, se trouvent également la station Saint-Cyprien – République de la ligne de métro , ainsi que les arrêts des lignes de bus 13144566.
Plusieurs stations de vélos en libre-service VélôToulouse se trouvent dans les rues voisines : les stations no 80 (89 bis allées Charles-de-Fitte), no 81 (allées Charles-de-Fitte) et no 95 (4 avenue du Château-d'Eau).

## Odonymie
La place des Abattoirs, aménagée en 1887, n'a reçu de nom que le 12 avril 1947, par décision du conseil municipal. Elle a naturellement été nommée d'après les abattoirs municipaux, auxquels elle faisait face (actuel musée des Abattoirs, no 76 allées Charles-de-Fitte).

## Patrimoine et lieux d'intérêt
- boulodrome des Abattoirs.
La place des Abattoirs est essentiellement occupée par un jardin public, où se trouve un boulodrome[3].